# Ljungvägstekel
Ljungvägstekel (Priocnemis parvula) är en stekelart som beskrevs av Anders Gustav Dahlbom 1845. Ljungvägstekel ingår i släktet sågbenvägsteklar, och familjen vägsteklar. Arten är reproducerande i Sverige.